# Vườn quốc gia Ubajara
Vườn quốc gia Ubajara (tiếng Bồ Đào Nha: Parque Nacional de Ubajara) nằm trong tiểu bang Ceará, Brasil. Với diện tích 5,63 km ², đây là vườn quốc gia nhỏ thứ hai ở Brasil, và là nơi có hang động Ubajara bao gồm rất nhiều các thạch nhũ và măng đá ấn tượng, kết quả của việc tích tụ đá vôi hàng ngàn năm.
Vườn quốc gia còn có rất nhiều các thác nước và những cánh rừng và những con đường xuyên rừng. Hiện nay, nó thuộc sự quản lý của IBAMA, cơ quan quốc gia về bảo vệ môi trường.